# 穂積秀雄
穂積 秀雄（ほずみ ひでお）は、構造工学、構造力学の研究者、新潟工科大学工学部教授。学位は、工学博士。
千葉県館山市出身。東京理科大学卒。同大学大学院修士課程修了、同大学助手、助教授を経て平成９年新潟工科大学助教授就任、同11年教授。

## 研究課題
- 構造物の終局挙動と耐力に関する研究

## 主な著作・編著・共著・監修
- 「鋼構造限界状態設計設計例（日本建築学会刊）」
- 「[第二版]建築用語辞典（技報堂出版刊）」
- 「理工学辞典（日刊工業新聞社刊）」